# La Corne en Vexin
La Corne en Vexin ist eine französische Gemeinde mit 544 Einwohnern (Stand: 1. Januar 2022) im Département Oise in der Region Hauts-de-France. Sie gehört zum Arrondissement Beauvais und zum Kanton Chaumont-en-Vexin und ist Teil des Kommunalverbands Vexin Thelle.
Sie entstand als Commune nouvelle mit Wirkung vom 1. Januar 2019 durch die Zusammenlegung der bisherigen Gemeinden Énencourt-le-Sec, Boissy-le-Bois und Hardivillers-en-Vexin, die in der neuen Gemeinde den Status einer Commune déléguée haben. Der Verwaltungssitz befindet sich im Ort Énencourt-le-Sec.

## Gliederung
| Ortsteil                           | ehemaliger INSEE-Code | Fläche (km²) | Einwohnerzahl zum 1. Januar 2022 |
| ---------------------------------- | --------------------- | ------------ | -------------------------------- |
| Énencourt-le-Sec (Verwaltungssitz) | 60209                 | 5,99         | 189                              |
| Boissy-le-Bois                     | 60080                 | 6,04         | 190                              |
| Hardivillers-en-Vexin              | 60300                 | 4,82         | 165                              |

## Nachbargemeinden
| Thibivillers                   | Porcheux       | Jouy-sous-Thelle             |
| Thibivillers Chaumont-en-Vexin | Kompass        | Montchevreuil (Bachivillers) |
| Loconville                     | Fay-les-Étangs | Fleury                       |

## Sehenswürdigkeiten
Siehe auch: Liste der Monuments historiques in La Corne en Vexin
- Die Kirche Notre-Dame-de-la-Nativité in Boissy-le-Bois stammt aus dem 12. Jahrhundert, Das Kirchenschiff aus dem 11. und 12. Jahrhundert. Im 16. Jahrhundert wurde südlich des Gebäudes eine Kapelle angefügt.
- Château de Boissy-le-Bois ist ein Schloss aus dem 16. Jahrhundert aus Mauerziegel und Stein umfasst ein Herrenhaus, einen achteckigen Taubenschlag und eine besondere Veranda, die das Schloss und die Kirche verbindet.
- Die Kirche Saint Jean-Baptiste in Énencourt-le-Sec ist teilweise aus dem zwölften Jahrhundert und wurde in den darauffolgenden Jahrhunderten teilweise romanisiert.
- Calvaire aus dem 14. Jahrhundert in Énencourt-le-Sec
- Kapelle de la Roncière in Énencourt-le-Sec
- Die Kirche Saint-Germain in Hardivillers-en-Vexin wurde 1519 eingeweiht. Sie wurde mit einem mit Jungfrau und Kind geschnitzten und bemalten Holz aus dem späten 13. oder 14. Jahrhundert geschmückt, das im Museum MUDO – Musée de l’Oise ausgestellt wird.
- Taubenschlag aus dem 18. Jahrhundert in Hardivillers-en-Vexin

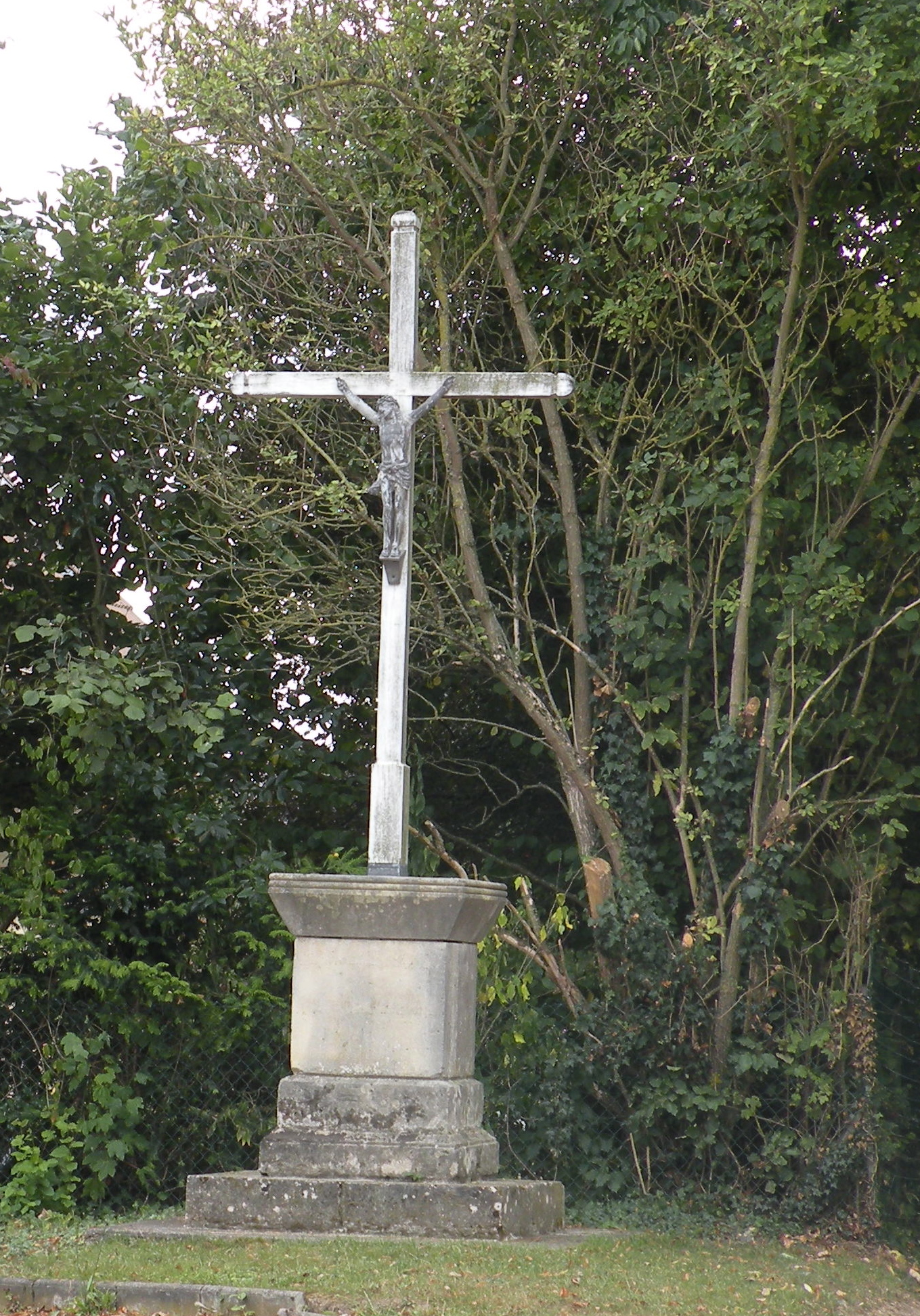
Calvaire in Boissy-le-Bois
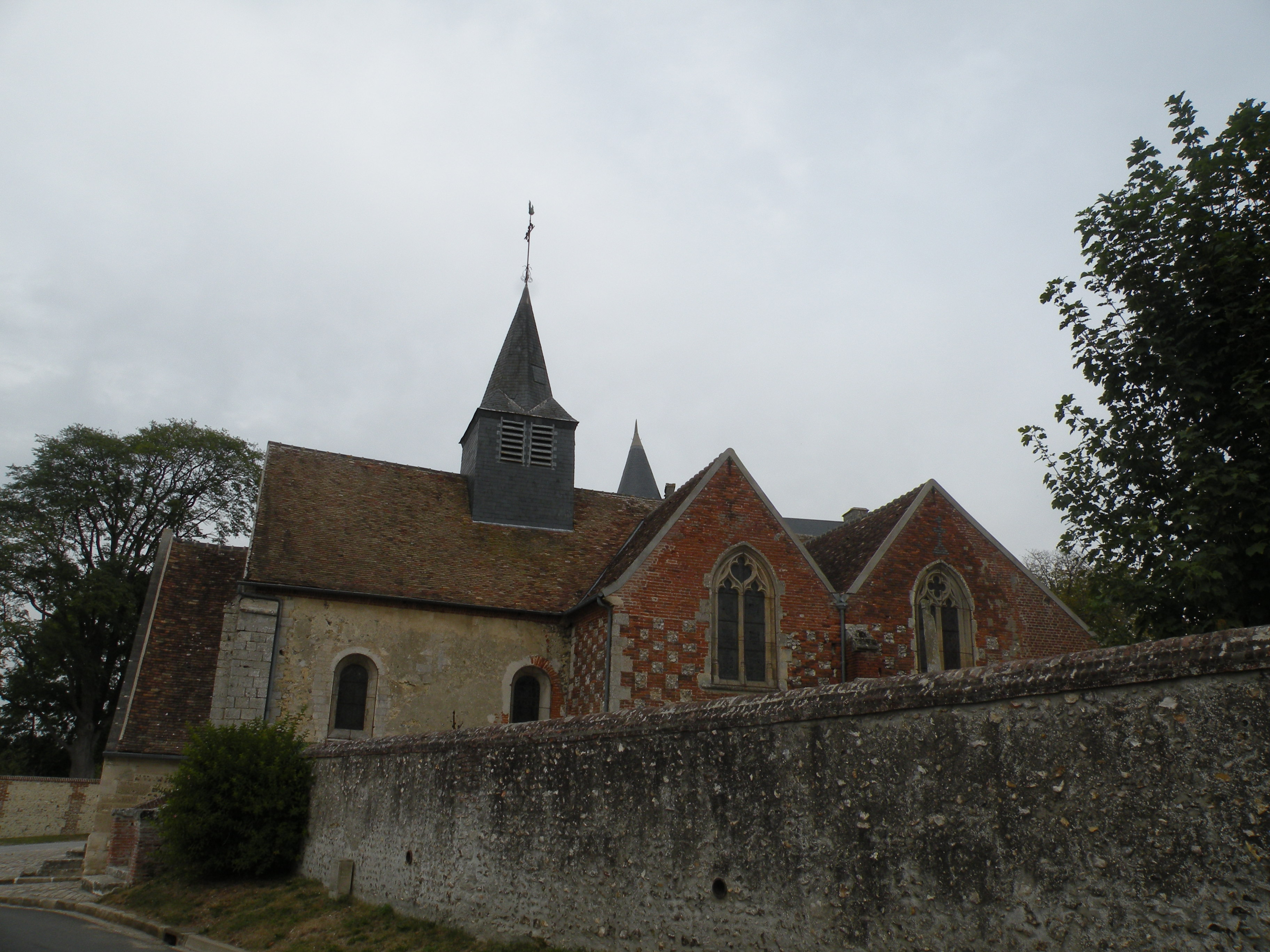
Kirche Notre-Dame-de-la-Nativité in Boissy-le-Bois
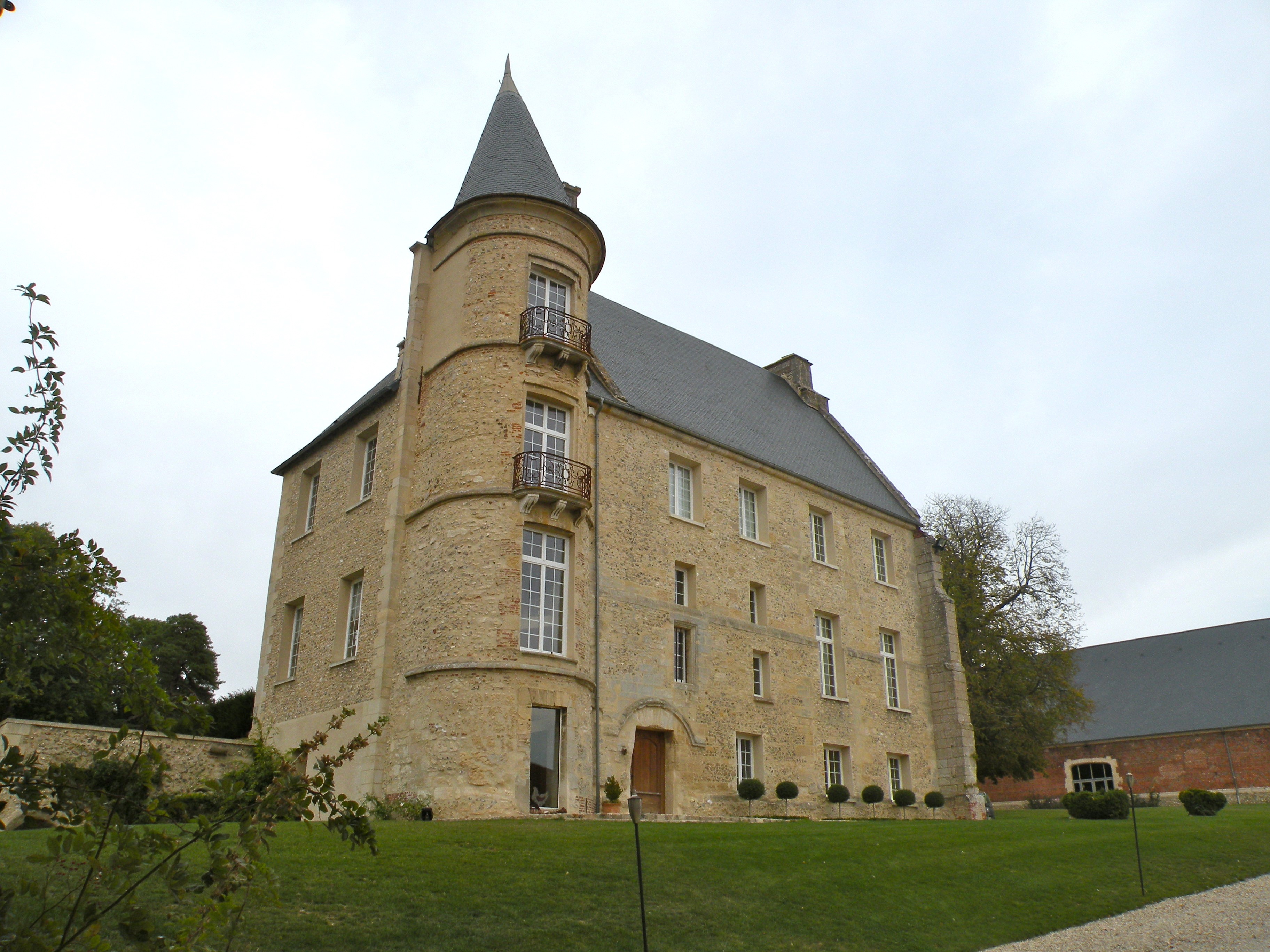
Château de Boissy-le-Bois
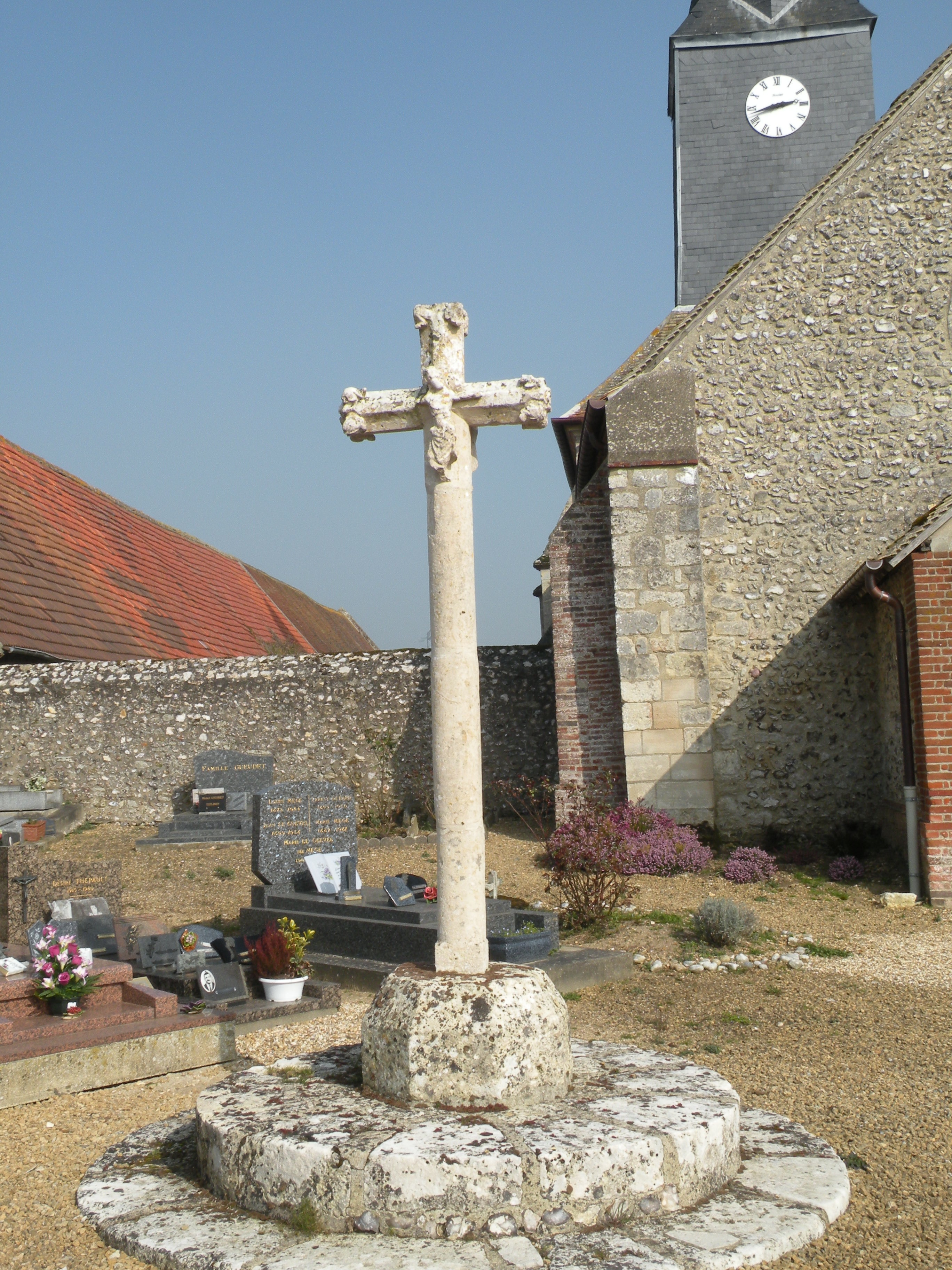
Calvaire in Énencourt-le-Sec
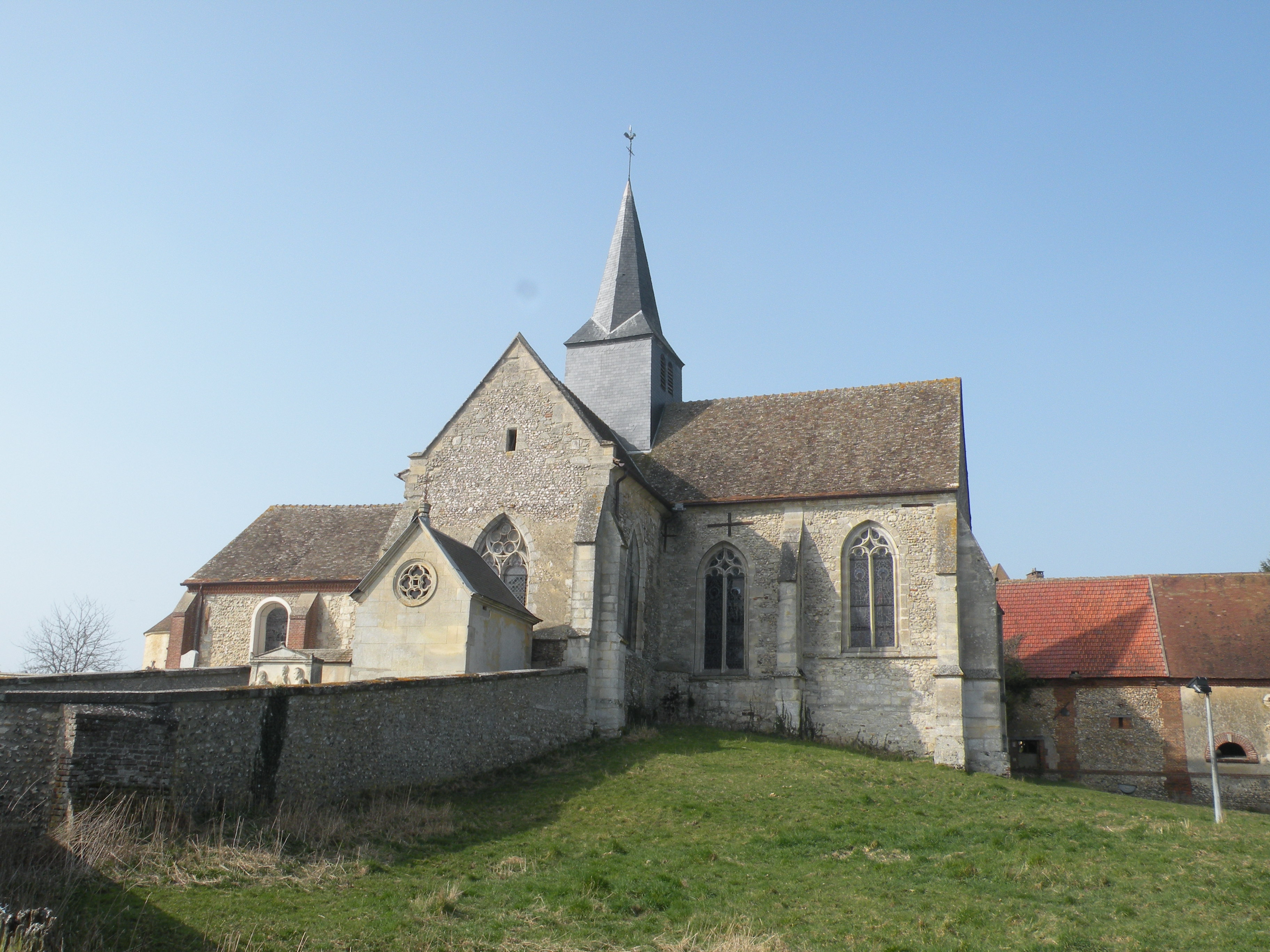
Kirche Saint Jean-Baptiste in Énencourt-le-Sec
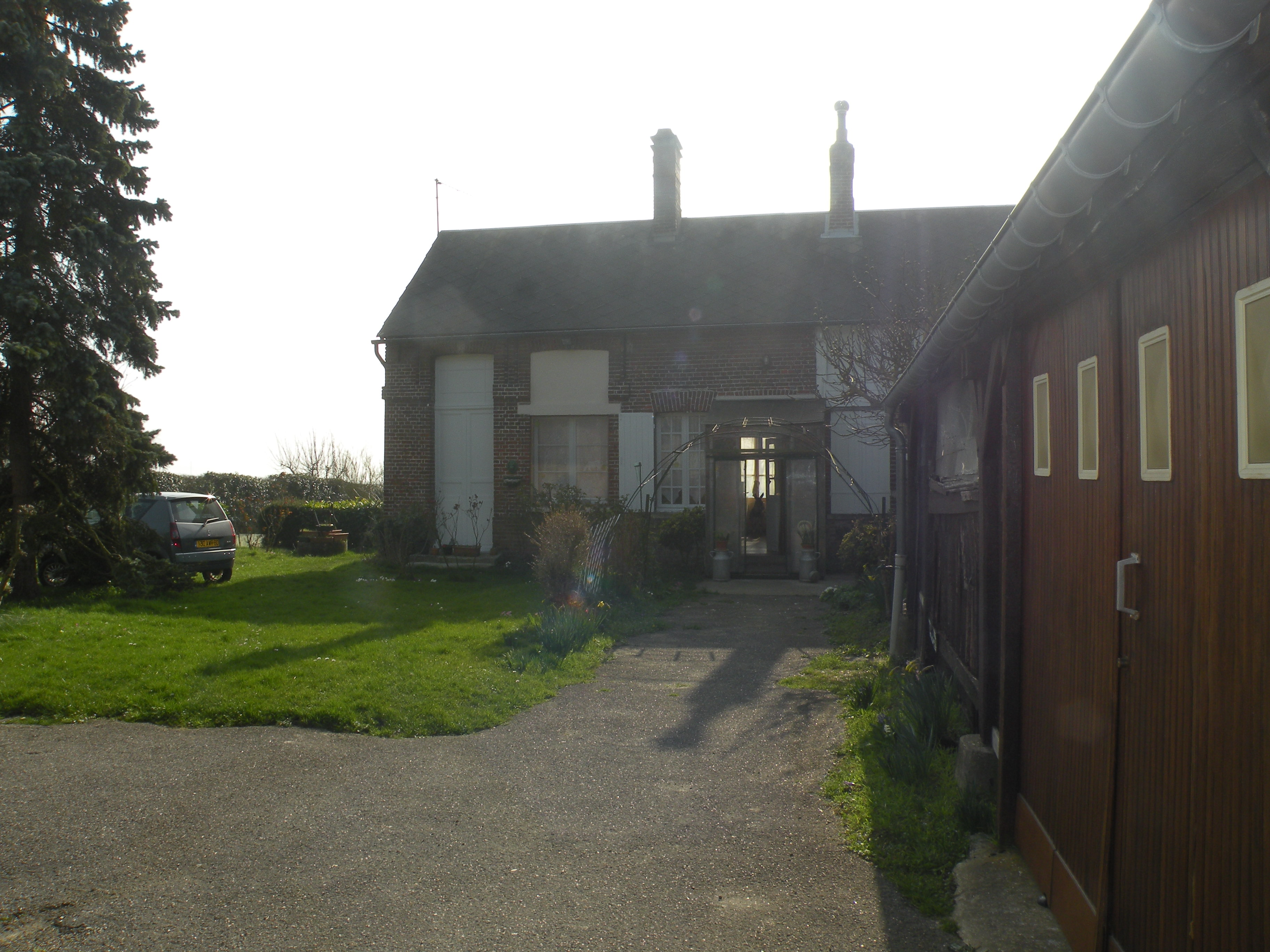
Mairie von Hardivillers-en-Vexin
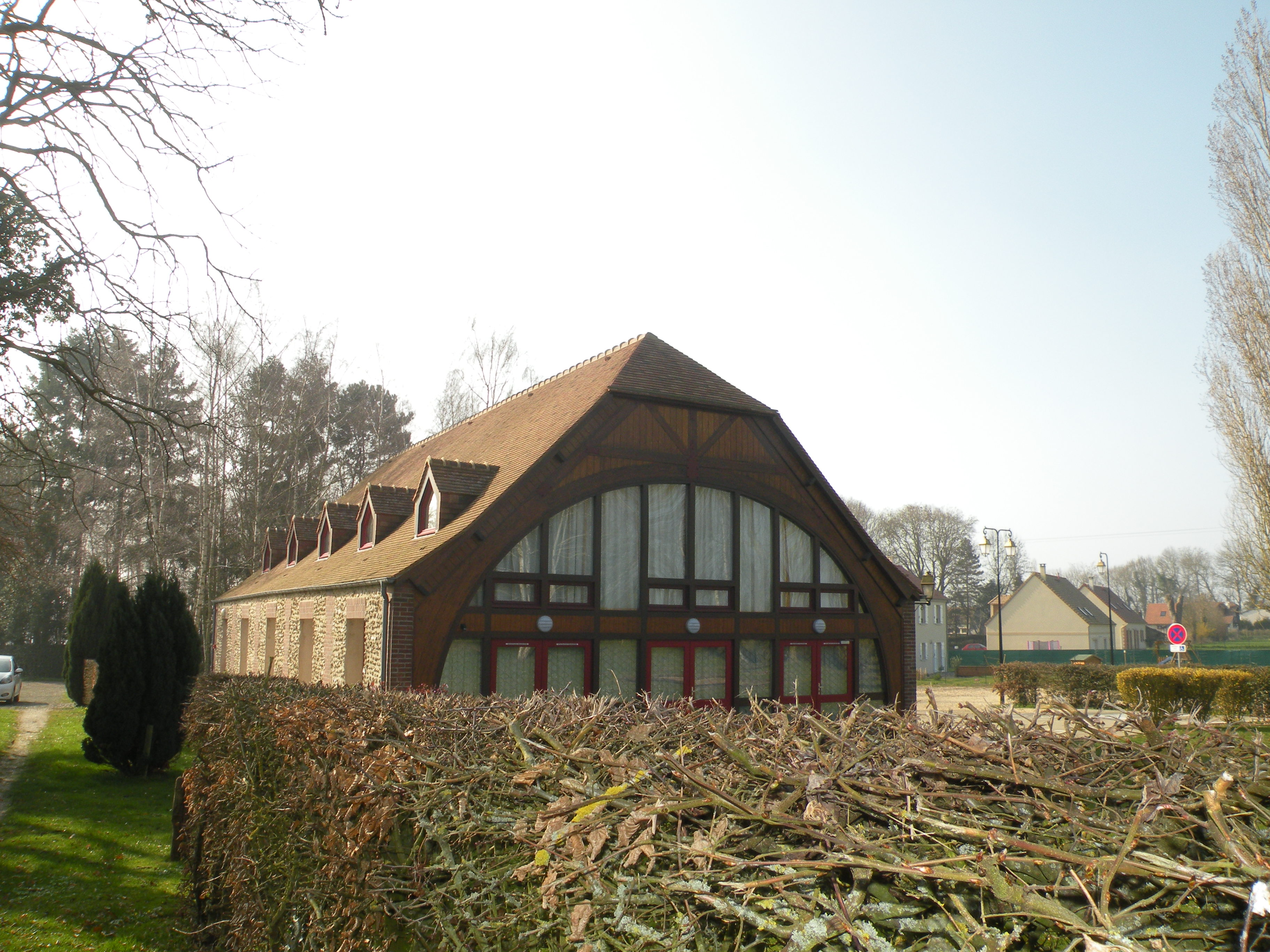
Mehrzweckhalle in Hardivillers-en-Vexin
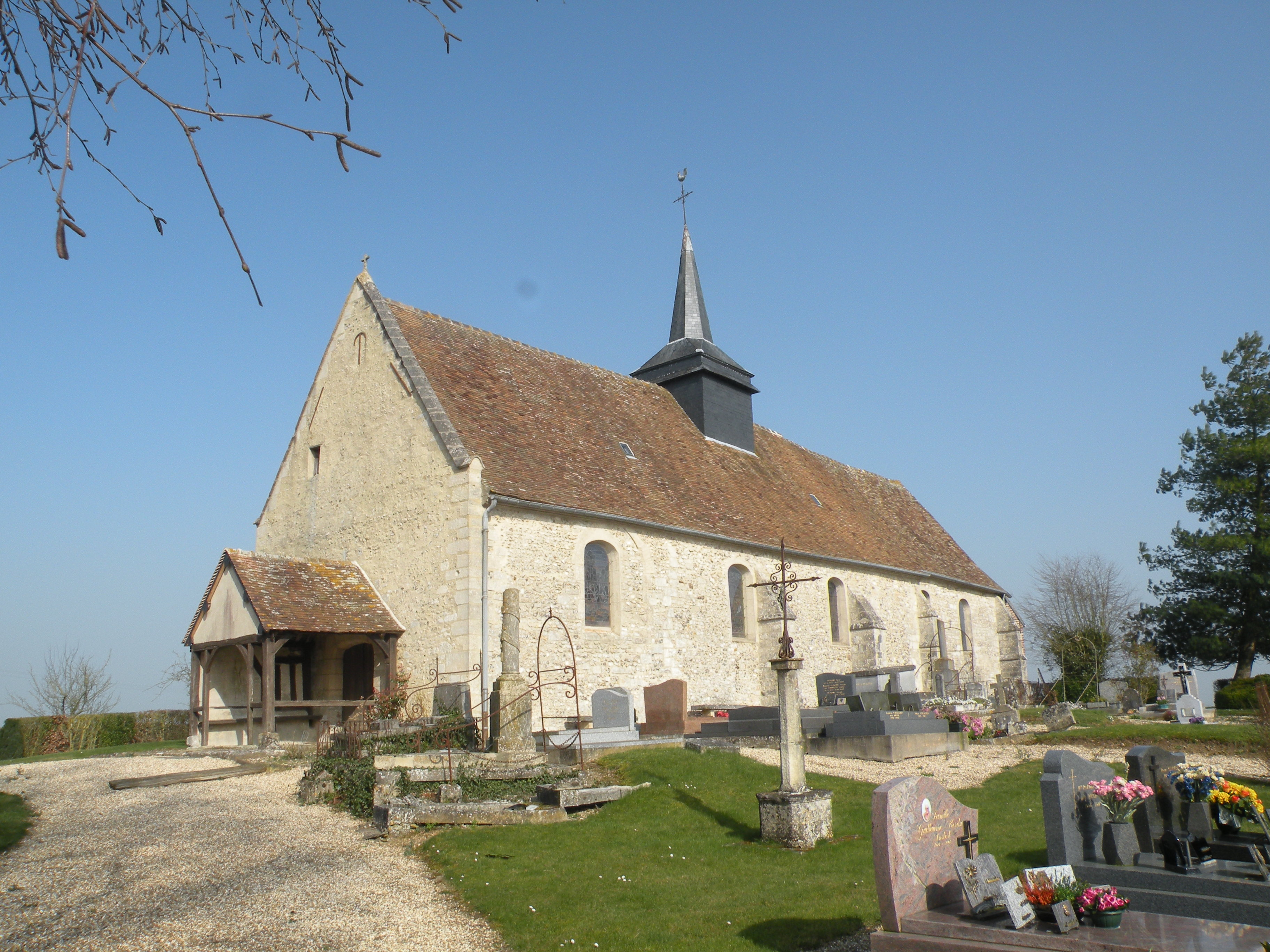
Kirche Saint-Germain in Hardivillers-en-Vexin